# Dinopium
Dinopium es un género de aves piciformes en la familia Picidae.

## Especies
El género contiene las siguientes especies:
- Dinopium rafflesii – pito dorsioliva.
- Dinopium shorii – pito de Shore.
- Dinopium javanense – pito culirrojo.
  - Dinopium (javanense) everetti.
- Dinopium benghalense – pito bengalí.
  - Dinopium (benghalense) psarodes.